# Contrefort (géographie)
Pour l’article homonyme, voir Contrefort (homonymie).

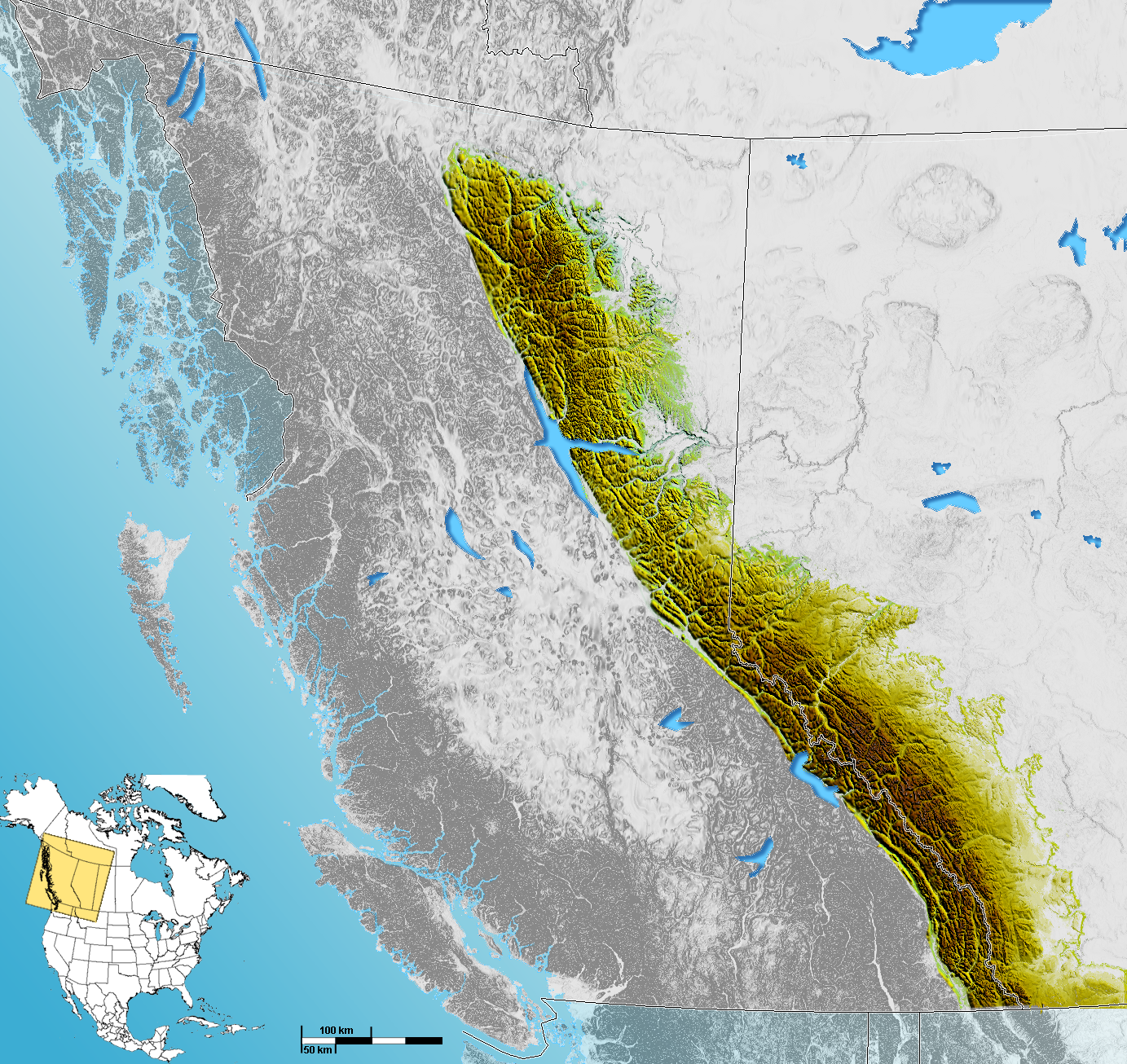
Carte topographique des Rocheuses canadiennes bordées à l'est par un ensemble de contreforts.

Un contrefort est en géographie physique une chaîne de montagnes qui s'étend le long d'un massif montagneux plus élevé. En Europe, les Préalpes en bordure des Alpes ou, en Asie, le Siwalik le long de l'Himalaya sont des exemples de contrefort. Un contrefort peut être lui-même bordé par un piémont.
Par analogie avec le contrefort en architecture, c'est aussi la bordure résultant de l'érosion d'un mont, d'une montagne ou d'un causse.